# Список керівників держав 1236 року
Список керівників держав 1236 року — це перелік правителів країн світу 1236 року.
Список керівників держав 1235 року — 1236 рік — Список керівників держав 1237 року — Список керівників держав за роками

## Європа
- Англія
  - Король Англії — Генріх III (1216—1272)
- Балканський півострів
  - Князівство Арбанон — Грегоріос Камонас (Gregorios Kamonas; 1216—1253)
  - Аргос і Нафпліон (сеньйорія) — Оттон II де ла Рош (1234? — 1251)
  - Герцогство Архіпелагу — Анджело Санудо (1227—1262)
  - Афінське герцогство — Гі I де ла Рош (1225—1263)
  - Ахейське князівство — Жоффруа II де Віллардуен (1229—1246)
  - Друге Болгарське царство — Іван Асен II (1218—1241)
  - Боснійський банат — Матей Нінослав (1232—1240; 1241—1250)
  - Епірський деспотат — Михайло II Комнін Дука (1230—1266/1268)
  - Пфальцграфство Кефалонії та Закінфу — Маттео I Орсіні (1195—1238)
  - Кіпрське королівство — Генріх I (1218—1253)
  - Перше Сербське королівство; король Стефан Владислав I (1233—1242)
  - Графство Салона (Lordship of Salona) — Томас II д'Отременкур (1212—1258)
  - Фессалонікійська імперія — Мануїл Комнін Дука (1230—1237)
- Балтія
  - Дерптське єпископство — Герман Буксгевден (1224—1248)
  - Езель-Вікське єпископство — Генріх І (1235—1260)
  - Орден мечоносців — магістр Фольквін фон Наумбург (1209—1236). Орден зазнав розгромної поразки від литовсько-латиських військ у битві при Сауле. 12 травня 1237 року об'єднався із Тевтонським орденом.
  - Ризьке архієпископство — Ніколаус фон Науен (1229—1253)
  - Держава Тевтонського ордену — великий магістр Герман фон Зальца (1209—1239)
- Білорусь
  - Вітебське князівство — ? (можливо, Ізяслав Брячиславич; 1232—1262)
  - Турово-Пінське князівство — Михайло Пінський (1232? — після 1247)
- Князь Новгородський — Ярослав ІІІ (1230—1236; 1236—1240)
- Волзька Болгарія — Алтинбек (1230—1236); Газі-Барадж (1236—1242)
- Латинська імперія — Балдуїн II (1228—1261)
- Трапезундська імперія — Іоанн I (1235—1238)
- Філіппопольське герцогство (Duchy of Philippopolis) — Іоанн Брієнський (1229—1237)
- Вельс
  - Королівство Гвінед — Ллівелін Великий (1195—1240)
  - Королівство Повіс — князь Повіс-Вадогу Мадог ап Гріфід Майлор (1191—1236); Гріфід Майлор II (1236—1269); князь Повіс-Гвенвінвін Ллівелін Великий (1216—1240; вдруге)
- Ірландія
  - Десмонд — Кормак Фіонн Мак Карті (1229—1247)
  - Тір Еогайн — Бріан мак Нейлл Руайд ОНейлл (1234/1238-1260)
  - Томонд — король Доннхад Кайрпрех О'Бріан (1210—1242)
- Італія
  - Арборейський юдикат — П'єтро II (1217—1241)
  - Венеційська республіка — дож Джакопо Тьєполо (1229—1249)
  - Кальярський юдикат — Вільгельм Салусіо V (1232—1250)
  - Маркграфство Монферрат — Боніфацій II Великий (1225—1255)
  - Салуццо (маркграфство) — Манфред ІІІ (1215—1244)
  - Королівство Сицилія — король Фрідріх II (1217—1250)
  - Князівство Таранто — Фрідріх II (1205—1250)
  - Торреський юдикат — Баризон III (1233—1236); Аделазія (1236—1259)
  - Принц-єпископство Тренто — Алдрігетто Кампо (1232—1247)
  - Урбіно (герцогство) — Бонконте да Монтефельтро (1234—1242)
  - маркіз Феррари Салінгверра II Тореллі (1222—1240)
  - Маркграфство Фінале — Джакомо дель Карретто (1231—1268)
- Кавказ
  - Грузинське царство — Русудан (1223—1245)
- Велике князівство Литовське — Міндовг (1236—1263)
- Німеччина
  - Герцогство Австрія — герцог Фрідріх II Австрійський (1230—1246)
  - Князівство Ангальт — Генріх I (1218—1252)
  - Герцогство Баварія — Отто II (1231—1253)
  - Баденське маркграфство — Герман V (1190—1243)
  - Берг (герцогство) — Ірменгарда (1225—1248)
  - Берхтесгаден (пробство) — Фрідріх ІІІ Ортенбургський (1231—1259)
  - Маркграфство Бранденбург — Отто III (1220—1267)
  - Герцогство Брауншвейг-Люнебург — Отто I Брауншвейг-Люнебурзький (1235—1252)
  - Принц-єпископство Бріксен — Генріх фон Тауферс (1224—1239)
  - Верле (сеньйорія) — Ніколаус I (Верле)Ніколаус I (1235—1277)
  - Графство Вюртемберг — граф Гартман I (1181—1240) і Людвіг III (1181—1241)
  - Вюрцбург (принц-єпископство) — Дітріх фон Гомбург (1223—1245)
  - Принц-єпископство Гільдесгайм Конрад II фон Різенберг (1235—1246)
  - Гоя (графство) (Grafschaft Hoya) — Генріх II (1235—1290)
  - Архієпископ Зальцбургу — Еберард II Трухзейський (1200—1246)
  - Герцогство Каринтія — Бернард (1201—1256)
  - Кельнське курфюрство — Генріх I фон Мульнарк (1225—1238)
  - Кенігсегг (Königsegg) — до 1239 — невідомий
  - Клеве (герцогство) — Дітріх V (1201—1260)
  - Констанц (князівство-єпископство) — Генріх I (1233—1248)
  - Курпфальц — Отто II (1227/1231-1253)
  - Ліппе-Детмольд — Бернгард III (1230—1265)
  - Лужицька марка — Генріх III (1221—1288)
  - Любекське князівство-єпископство — Йоганн I (1230/1231-1247)
  - Архієпископ Майнца Зиґфрід III фон Еппштейн (1230—1249)
  - Марк (графство) — Адольф I (1198—1249)
  - Маркграфство Мейсен — Генріх III (1221—1288)
  - Меранія (герцогство) — Оттон III (1234—1248)
  - Нюрнберг (бургграфство) — Конрад I (1218—1261)
  - Графство Ольденбург — Оттон І (1233—1242/1251)
  - Падерборнське князівство-єпископство — Бернхард IV цур Ліппе (1227—1247)
  - Герцогство Померанія — Барнім I Добрий (1221—1278)
  - Померанія-Щецін — Барнім I Добрий (1221—1278)
  - Равенсберг (графство) — Оттон II (1221—1244)
  - Князівство Руян — Віслав І (1221—1250)
  - Герцогство Саксонія — Альбрехт I (1212—1260)
  - граф Тиролю — Альбрехт III (1202—1253)
  - Фельденц (графство) — Герлах IV (1220—1240)
  - Герцогство Швабія — Конрад III (1235—1246)
  - Шверін (графство) — Гунцелін III (1228—1274)
  - Герцогство Штирія — Фрідріх II Австрійський (1230—1246)
- Піренейський півострів
  - Королівство Арагон — Хайме I (1213—1276)
  - Королівство Леон — Фернандо III (1230—1252)
  - Майорканське королівство — Хайме I (1231—1276)
  - Королівство Португалія — король Саншу II (1223—1248)
  - Королівство Наварра — Теобальд I (1234—1251)
  - Архона (тайфа) — Мухаммад I аль-Галіб (1232—1244)
  - Лорка (тайфа) — Абу Абдаллах Мухаммед ібн Алі ібн Ахлі (1228—1244)
  - Менорка (тайфа) — Абу Осман Саїд ібн Хакам аль-Кураші (1228? — 1281)
  - Валенсійська тайфа — Зайян ібн Марданіс (1229—1238)
  - Мурсійська тайфа — Ібн Худ (1228—1238)
- Польща — Генрик І Бородатий (1232—1238)
  - Гнєзненське князівство — Владислав Одонич (1229—1239)
  - Добжинське князівство — Конрад I Мазовецький (1229—1247)
  - Каліське князівство — Владислав Одонич (1229—1247)
  - Куявське князівство — Казимир I Куявський (1233—1267)
  - Ленчицьке князівство — Конрад I Мазовецький (1231—1247)
  - Мазовецьке князівство — Конрад I Мазовецький (1200—1247)
  - Познанське князівство — південна частина — Владислав Одонич (1190—1239)
  - Сандомирське князівство — Болеслав V Сором'язливий (1232—1279)
  - Сілезьке князівство — Генрик І Бородатий (1201—1238)
  - Вроцлавське князівство — Генрик І Бородатий (1201—1238)
  - Краківське князівство — Генрик І Бородатий (1232—1238)
  - Опольсько-Ратиборське князівство — Владислав Опольсько-Ратиборський (1230—1281/1282)
  - Серадзьке князівство — Конрад I Мазовецький (1234—1247)
- Велике князівство Владимирське — Юрій Всеволодович (удруге; 1218—1238)
- Курське князівство — Юрій Ольгович (після 1228 — 30-ті роки XIII ст.)
- Муромське князівство — Юрій Давидович (1228—1237)
- Переславль-Залєське князівство — Ярослав Всеволодович (1212–1246)
- Ростовське князівство — Василько Костянтинович (1218—1238)
- Велике князівство Рязанське — Юрій Ігорович (1235—1237)
- Смоленське князівство — Святослав I Мстиславич (1232—1239)
- Стародубське князівство (Північно-Східна Русь) — до 1237 в складі Володимирського князівства
- Углицьке князівство — Володимир Костянтинович (1216 — 1249)
- Ярославське князівство — Всеволод Костянтинович (1218—1238)
- Скандинавія
  - король Данії — Вальдемар II (1202—1241)
  - Король Норвегії Гокон IV Старий (1217—1263)
  - Швеція — Ерік XI Еріксон (1234—1250)
- Угорське князівство — король Бела IV (1235—1237)
- Україна — Київський князь Ізяслав IV Мстиславич (1235—1236); Ярослав ІІІ Всеволодович (1236—1238)
  - Белзьке князівство — Данило Галицький (1233—1241)
  - Вишгородське князівство — Ізяслав IV Мстиславич (1236—1239)
  - Волинське князівство — Данило I (1215—1238)
  - Галицько-Волинське князівство — Данило Галицький (1233—1234)
  - князь Луцький — Василько Романович (1229—1238)
  - Овруцьке князівство — Володимир Рюрикович (1235—1239)
  - Чернігівське князівство — Мстислав Глібович (1234—1239)
- Королівство Франція — Людовик IX Святий (1226—1270)
  - Герцогство Аквітанія — Генріх III (1216—1272)
  - Арелатське королівство — пфальцграф — Оттон III (1231—1248)
  - Герцогство Бар — Генріх II (1214—1239)
  - Брабант (герцогство) — Генріх II (1235—1248)
  - Графство Булонь — Матильда Даммартенська (1216—1260)
  - Бретонське герцогство — Жан I (1217—1286)
  - Голландія — Вільгельм II (1234—1256)
  - Ено (графство) — Іоанна (1205—1244)
  - Жеводан (графство) — Хайме I (1213—1258)
  - Графство Ла Марш — Гуго X (1219—1244)
  - Лімбург (герцогство) — Генріх IV (1226—1247)
  - Нижня Лотарингія — Генріх II (1235—1248)
  - Люксембург (графство) — Ермезінда II (1197—1247)
  - Льєзьке єпископство — Жан II де Епс (1229—1238)
  - Монбельяр (графство) — Тьєррі III (1228—1282)
  - Монпельє (сеньйорія) — Хайме I (1213—1276)
  - Намюр (графство) — Маргарита де Куртене (1229—1237)
  - Оранж (князівство) — Раймонд I де Бо (1218—1282)
  - Родез (графство) — Гуго IV (1222—1274)
  - Савойське графство — Амадей IV (1233—1253)
  - Графство Тулуза — Раймунд VII (IX) (1222—1249)
  - Урхельське графство — Педру Урхельський (1229—1236); Понс I (1236—1243)
  - Фландрія — Іоанна (1205—1244)
  - Графство Фуа — Роже Бернар II де Фуа (1223—1241)
- Король Богемії (Чехія) Вацлав I (1230—1253)
- Шотландія
  - Король Шотландії Олександр II (1214—1249)
- Святий Престол; Папська держава — папа римський Григорій IX (1227—1241)
- Вселенський патріарх — Герман II Навплій (1222—1240)

## Азія
- Нікейська імперія — Іоанн III Дука Ватац (1222—1254)
- Трапезундська імперія — Іоанн I (1235—1248)
- Близький Схід
  - Антіохійське князівство — Боемунд V (1233—1252)
  - Єрусалимське королівство — Конрад IV (1228—1254)
    - каштелян і сеньйор Рамли Жан I д'Ібелін (1193—1236?); сеньйор Бейрута Баліан III д'Ібелін (1236—1249)
    - Сідонська сеньйорія — Баліан I Граньє (1202—1239)

  - Кілікійське царство — Ізабелла I Вірменська (1226—1252)
  - Графство Триполі — Боемунд V (1233—1252)
  - Яффо-Аскалонське графство — Вальтер IV Брієнський (1221—1244)
  - Артукіди — правитель Мардіна Артук-Арслан Насір ад-дін (1201—1239)
  - Аюбіди — Аль-Каміль Мухаммад ібн Ахмад (1218—1238)
  - Багдадський халіфат — Аль-Мустансір (1226—1242)
  - Зангіди — атабек Джизре — Махмуд ібн Санджар-шах (1208—1241)
  - Шаріфат Мекки — Раджі ібн Катада (1232—1241)
  - Румський султанат — Кей-Кубад I (1220—1237)
  - Зіяриди — Нізарі — Ала ад-Дін Мухаммад (1221—1255)
  - Емірат Хасанкейф (Emirate of Hasankeyf) — Ас-Саліх Аюб ібн Мухаммад (1236—1239)
  - Держава Ширваншахів — Фарібурз III (1225—1243)
- Нор-Бердське князівство — Васак II (1198? — 1237?)
- Расуліди — Аль-Мансур Умар I (1229—1249)
- Чобаніди — Хусам ад-Дін Чобан (1227 — ?до 1280)
- Династія Чан — Чан Тхай Тонг (1226—1258)
- Індія і Шрі-Ланка
  - Ахом — Секафа (1228—1268)
  - Східні Ганги — Анангабхіма Дева III (1211—1238)
  - Гуджарадеша — Бгіма II (1178—1240)
  - Делійський султанат — Ілтутмиш (1211—1236); Рукн ад-дін Фіруз-шах (1236); Разія Султан (1236—1240)
  - Джайпур (князівство) — Кілхан (1216—1276)
  - Джайсалмер (князівство) — Чачак Део Сінгх (1219—1241)
  - Чандела — магараджахіраджа Джеджа-Бхукті Трайлок'я-варман (1203—1245)
  - Династія Какатіїв — Ганапатідева (1199—1262)
  - Династія Карнат — Рамасімхадева (1227—1285)
  - самраат Кашмірської держави (Династія Лохара) — Самграмадева (1235—1236); Рамадева (1236—1243)
  - Династія Малла — Абхая Малла (1216—1255)
  - Мевар (князівство) — Джайтрасімха (1213—1252)
  - Держава Пандья — Мараварман Сундара Пандья I (1216—1238)
  - Парамара — Девапала (1218—1239)
  - Джафна (держава) — Калінга Магха (1215—1236); Паракрамабаху II (1236—1269)
  - Династія Сеунів — Сімгана II (1200—1246)
  - Держава Хойсалів — Віра Сомешвара (1234—1263)
  - Чола — Раджараджа Чола III (1218—1246)
- Індонезія; Південно-Східна Азія
  - Чампа — Джайя Парамешвараварман II (1220—1252)
  - Сінгасарі — Анусапаті (1227—1248)
  - Сунда — між 1175 і 1297 — Прабу Гуру Дхармасікса
  - Кедах (султанат) — Мухаммад Шах (1202—1237)
  - Тамбралінга — Чандрабхану Шрідхамараджа (1230—1262)
- Китай; Монголія
  - Далі — Дуань Чжисян (1204—1238)
  - ідикут Кучі — Кусмайн (Кесмез) (1235—1245)
  - Монгольська імперія — Уґедей (1229—1241)
  - Східне Ляо — Єлюй Сюеду (1226—1238)
  - Династія Сун — Чжао Юнь (1224—1264)
  - Уґедейський улус — Угедей, (1221—1241; водночас у 1229—1241 роках великий каган)
  - Чагатайський улус — Чаґатай (1225—1242)
- Корея
  - Корьо — Коджон (1213—1259)
- Паганське царство — король Часва (1235—1251)
- Персія і Середня Азія
  - Кутлугханіди — Кутб ад-Дін Мухаммад-хан (1235—1236); Рукн ад-Дін Ходжа аль-Хакдк (1236—1252)
  - Міхрабаніди — Шамс ад-Дін Алі (1236—1255)
- Кхмерська імперія — Індраварман II (1218—1243)
- Японія — Імператор Сідзьо (1232—1242)

## Африка
- Альмохади — Абд аль-Вахід II (1232—1242)
- Заяніди — Ягморасан ібн Заян (1236—1283)
- Кілва (султанат) — ? ібн Сулейман (1225? — 1263)
- Макурія — Ях'я або Іоанн III — між 1190 і 1268
- Імперія Малі — Сундіата Кейта (1235—1255)
- Мариніди — Усман I ібн Абд аль-Хакк (1217—1240)
- Нрі — Езе Нрі Буіфе (між 1158 і 1258)
- Аюбіди — Аль-Каміль Мухаммад ібн Ахмад (1218—1238)
- Хафсіди — Абу Закарія Ях'я I (1229—1249)

## Південна Америка
- Королівство Куско — Сінчі Рока (1230—1260)
- Тескоко (держава) — Нопалцин (1232—1263)

## Північна Америка
- Ацкапоцалько — ? до 1240
- Маяпанська ліга — Кокоми; Кеуель Коком (1232—1238)